# Right Now, Wrong Then
Right Now, Wrong Then (originele titel: Jigeum-eun matgo geuttaeneun teullida) is een Zuid-Koreaanse film uit 2015, geschreven en geregisseerd door Hong Sang-soo. De film ging in première op 13 augustus op het internationaal filmfestival van Locarno en behaalde daar drie prijzen waaronder de Gouden Luipaard.

## Verhaal
De filmregisseur Ham Cheon-soo ontmoet de jonge verlegen schilderes Hee-jeong en ze drinken iets samen. Cheon-soo wordt verliefd en gaat samen met haar naar een feestje. De volgende dag gaat hij naar een vraag-en-antwoordronde over de nieuwste film die hij regisseerde. Hetzelfde scenario volgt opnieuw maar eindigt deze maal op een andere wijze. 
Het thema van de film is vergelijkbaar met de film Groundhog Day, maar elke verhaallijn duurt hier telkens ongeveer een uur en het hoofdpersonage is zich deze maal niet bewust van de herhaling.

## Rolverdeling
| Acteur          | Personage      |
| --------------- | -------------- |
| Jeong Jae-yeong | Ham Cheon-soo  |
| Kim Min-hee     | Yoon Hee-jeong |

## Prijzen en nominaties
| jaar | prijs                                   | categorie                                      | genomineerde(n) | uitslag  |
| ---- | --------------------------------------- | ---------------------------------------------- | --------------- | -------- |
| 2015 | Internationaal filmfestival van Locarno | Gouden Luipaard                                | Gouden Luipaard | Gewonnen |
| 2015 | Internationaal filmfestival van Locarno | Beste acteur                                   | Jeong Jae-yeong | Gewonnen |
| 2015 | Internationaal filmfestival van Locarno | Prize of the Ecumenical Jury - Special Mention | Hong Sang-soo   | Gewonnen |